# Ministère du Tourisme (Italie)
Pour les articles homonymes, voir Ministère du Tourisme.
Le ministère du Tourisme (en italien : Ministero del turismo) est le département ministériel responsable de la promotion du tourisme en Italie entre 1959 et 1993, et depuis 2019.
Il est dirigé par Daniela Santanchè depuis le 22 octobre 2022.

## Histoire
Le ministère du Tourisme et du Divertissement (Ministero del turismo e dello spettacolo) est institué par une loi du Parlement, publiée le 14 août 1959 à la Gazzetta Ufficiale della Repubblica Italiana et entrée en vigueur 15 jours plus tard. Il est responsable de la promotion du tourisme, du spectacle vivant et des sports.
En 1992, les autorités régionales du Trentin-Haut-Adige, de l'Ombrie, du Piémont, du Val d'Aoste, de la Lombardie, des Marches, de la Basilicate, de la Toscane, de l'Émilie-Romagne et de la Vénétie demandent la convocation d'un référendum abrogatif de la loi de 1959, qu'elles obtiennent au début de l'année suivante. Organisé le 18 avril 1993, le scrutin voit 82,28 % des votants s'exprimer en faveur de la suppression du ministère, avec un taux de participation de 76,88 % des inscrits. L'abrogation de la loi de 1959 entre officiellement en vigueur le 20 juin suivant.
À la suite du référendum de 1993, le département a été supprimé en 1994 et ses compétences ont été transférées, par le biais d'un décret-loi (décret législatif 80/1994), à la présidence du Conseil des ministres, au sein de laquelle deux structures départementales spéciales ont été créées, le département du tourisme (décret du Premier ministre du 12 mars 1994) et le département du divertissement (décret du Premier ministre du 12 mars 1994). En l'absence de la conversion du décret-loi, les gouvernements ont eu recours une fois de plus à l'instrument des décrets d'urgence, à travers une série de décrets-lois qui sont constamment tombés en désuétude et ont été répétés (décrets législatifs 219/1994, 329/1994, 477/1994, 562/1994, 661/1994, 29/1995), jusqu'à une intervention de réorganisation définitive (décret législatif 97/1995). En 1994, avec le gouvernement Berlusconi I, les fonctions relatives au tourisme et au divertissement ont été confiées au secrétaire d'État à la présidence du Conseil des ministres, Gianni Letta, tandis qu'en 1995, avec le gouvernement Dini, elles ont été attribuées à Mario D'Addio (décret du Premier ministre du 10 mars 1995).
En 1996, avec le gouvernement Prodi I, les fonctions relatives au tourisme ont été dévolues au ministre de l'industrie, du commerce et de l'artisanat, Pier Luigi Bersani (décret du Premier ministre du 31 mai 1996).
La réforme Bassanini de 1999, en réorganisant la structure des ministères, a transféré les fonctions touristiques au ministère des activités productives (articles 27 et 28, décret législatif no 300/1999), qui devait être opérationnel en 2001 ; le transfert de ces fonctions a été confirmé par la réorganisation des structures générales de la présidence du Conseil des ministres (article 10, décret législatif n° 303/1999). Entre-temps, le ministère de l'industrie, du commerce et de l'artisanat a été réorganisé par la création d'une nouvelle structure de gestion, la direction générale du tourisme, en tant que partie intégrante du ministère (article 2, décret présidentiel 116/2000). En 2001, compte tenu de l'organisation du nouveau ministère des activités productives, la direction générale du tourisme est devenue une articulation du département des entreprises (article 7, décret présidentiel 175/2001).
En 2006, avec le gouvernement Prodi II, les fonctions relatives au tourisme ont été retransférées à la présidence du Conseil des ministres (article 1, paragraphe 19-bis, loi 233/2006), où a été créé le département du développement et de la compétitivité du tourisme, tandis que la direction générale du tourisme a été supprimée (art. 98, loi 286/2006). Ces compétences ont été confiées au ministre du patrimoine culturel Francesco Rutelli (décret du Premier ministre du 13 juillet 2006).
En 2009, sous le gouvernement Berlusconi IV, la nouvelle structure départementale a été réorganisée (décret du Premier ministre du 2 juillet 2009) et a été expressément prévue dans le nouveau règlement des structures générales de la Présidence du Conseil des ministres (art. 2, alinéa 1, lettre d), décret du Premier ministre du 29 octobre 2009). Les compétences correspondantes ont été confiées à Michela Vittoria Brambilla, d'abord en tant que sous-secrétaire d'État auprès de la présidence du Conseil des ministres, puis en tant que ministre du tourisme (décret du président du Conseil des ministres du 15 mai 2009). Le département a de nouveau été inclus dans les structures générales du bureau du Premier ministre par le cadre réglementaire ultérieur (article 22, décret du Premier ministre du 1er mars 2011).
En 2012, le gouvernement Monti a supprimé le département pour le développement et la compétitivité du tourisme et l'a remplacé par un bureau spécifique, le bureau pour la politique du tourisme, qui a été rattaché au nouveau département des affaires régionales, du tourisme et du sport (article 2 et 7, décret du Premier ministre du 21 juin 2012). Les fonctions touristiques ont été confiées au ministre Piero Gnudi, qui s'est également vu attribuer des responsabilités en matière de sports (décret du Premier ministre du 16 novembre 2011) et d'affaires régionales.
En 2013, avec le gouvernement Letta, les fonctions relatives au tourisme ont été dévolues au ministère des Biens et des Activités culturelles, qui, en la circonstance, a pris le nom de Ministère des Biens et des Activités culturelles et du Tourisme (article 1, alinéas 2 et suivants, loi 71/2013) ; le Bureau des politiques touristiques, qui restait initialement à la présidence du Conseil des ministres (article 7), a ensuite été transféré à ce ministère (décret du Premier ministre du 21 octobre 2013).
Le règlement d'organisation du ministère (décret présidentiel 233/2007) a ensuite été révisé (en vertu de l'autorisation de l'article 1(6) de la loi 71/2013) par la création de la direction générale des politiques touristiques (décret du Premier ministre 18 novembre 2013), rebaptisée ensuite direction générale du tourisme (décret du Premier ministre 28 février 2014) et enfin direction générale du tourisme (décret du Premier ministre 171/2014).
En 2018, avec le gouvernement Conte I, la direction générale a été remplacée par une structure départementale et le ministère des politiques agricoles, alimentaires et forestières a pris le nom de Ministère des politiques agricoles, alimentaires, forestières et touristiques, au sein duquel s'articule le nouveau département du tourisme (décret législatif 86/2018).
En 2019, le gouvernement Conte II a prévu la suppression du département du tourisme et le retour de ses fonctions au ministère des Biens et Activités culturels (décret législatif 104/2019) : le nouveau règlement d'organisation (décret du Premier ministre 169/2019, remplaçant le précédent décret du Premier ministre 76/2019), a réintégré en son sein la direction générale du tourisme.
Lorsqu'il accepte formellement de constituer le nouveau gouvernement italien le 12 février 2021, Mario Draghi annonce son intention de recréer le ministère du Tourisme. Le conseil des ministres du 26 février suivant approuve un décret législatif assurant la création du ministère du Tourisme. 

Le gouvernement Draghi établit qu'à compter du 31 mars, les compétences en matière de tourisme précédemment attribuées au ministère du patrimoine et des activités culturelles seraient transférées à un nouveau ministère du tourisme dédié, doté d'un portefeuille pour la première fois depuis l'abrogation du précédent ministère du tourisme et du divertissement, 27 ans plus tôt.

### Différents noms depuis son existence
- Direction générale du tourisme - structure du ministère du Tourisme et des Loisirs (1959-1994)
- Département du tourisme - structure de la présidence du Conseil des ministres (1995-1999)
- Direction générale du tourisme - structure du ministère des activités productives (1999-2006)
- Département pour le développement et la compétitivité du tourisme - structure de la Présidence du Conseil des ministres (2006-2012)
- Office de la politique du tourisme - structure du ministère des affaires régionales, du tourisme et du sport (2012-2013)
- Direction générale de la politique touristique - structure du ministère du Patrimoine et des Activités culturelles et du Tourisme (2013-2014)
- Direction générale du tourisme - structure du ministère du patrimoine et des activités culturelles et du tourisme (2014-2018)
- Département du tourisme - structure du ministère de la politique agricole, alimentaire, forestière et touristique (2018-2019)
- Direction générale du tourisme - structure du ministère du patrimoine et des activités culturelles et du tourisme (2019-2021)
- Ministère du tourisme - département (à partir de 2021)

## Organisation
La direction générale du tourisme était divisée en trois bureaux centraux non généraux. Celles-ci ont été identifiées dans 3 départements (décret ministériel du 28 janvier 2020) : 
- organisation et relations avec les régions ;
- mise en œuvre du plan stratégique ;
- promotion du tourisme.

À cette dernière, en particulier, ont été attribuées, entre autres, des tâches concernant la promotion du Made in Italy et des initiatives, en lien avec les autres directions générales et l'Agence nationale italienne du tourisme (ENIT - Agenzia Nazionale del Turismo), pour le soutien à la mise en œuvre de projets stratégiques pour la qualité et le développement de l'offre touristique et pour l'amélioration de la qualité des services touristiques et pour une meilleure offre touristique des territoires.
Le décret portant création du ministère du tourisme prévoyait la suppression de la direction générale[réf. nécessaire].

## Liste des ministres
- Voir Liste des ministres italiens du Tourisme.